# 征服阿拉干
征服阿拉干（Reconquest of Arakan），是發生在1429年—1430年孟加拉蘇丹國和緬甸阿瓦王朝的戰爭。蘇丹賈拉魯丁·穆罕默德沙協助在蘇丹國避難的謬烏王國國王明蘇蒙復國。結果孟加拉軍隊戰勝，謬烏王國從此成為孟加拉蘇丹國的屬國。

## 背景
1406年，緬甸北部阿瓦王朝的軍隊入侵謬烏王國，後來下緬甸的勃固王朝也入侵，原國王明蘇蒙逃亡孟加拉蘇丹國避難長達24年，後來蘇丹賈拉魯丁·穆罕默德沙借兵給他復國。

## 入侵
在1429年，蘇丹國大將瓦里汗進軍阿拉干，明蘇蒙在4月18日於隆耶城復位，在1430年轉到謬烏正式稱王，從此王國成為孟加拉蘇丹國屬國。
隨著征服孟加拉人開始來到阿拉干生活，而謬烏國王也開始使用伊斯蘭頭銜和服飾。孟加拉人使用的錢幣塔卡也開始在當地流行。

## 延伸閱讀
- Gutman, Pamela. . Bangkok: Orchid Press. 2001. ISBN 974-8304-98-1.
- Harvey, G. E. . London: Frank Cass & Co. Ltd. 1925.